# Сукко

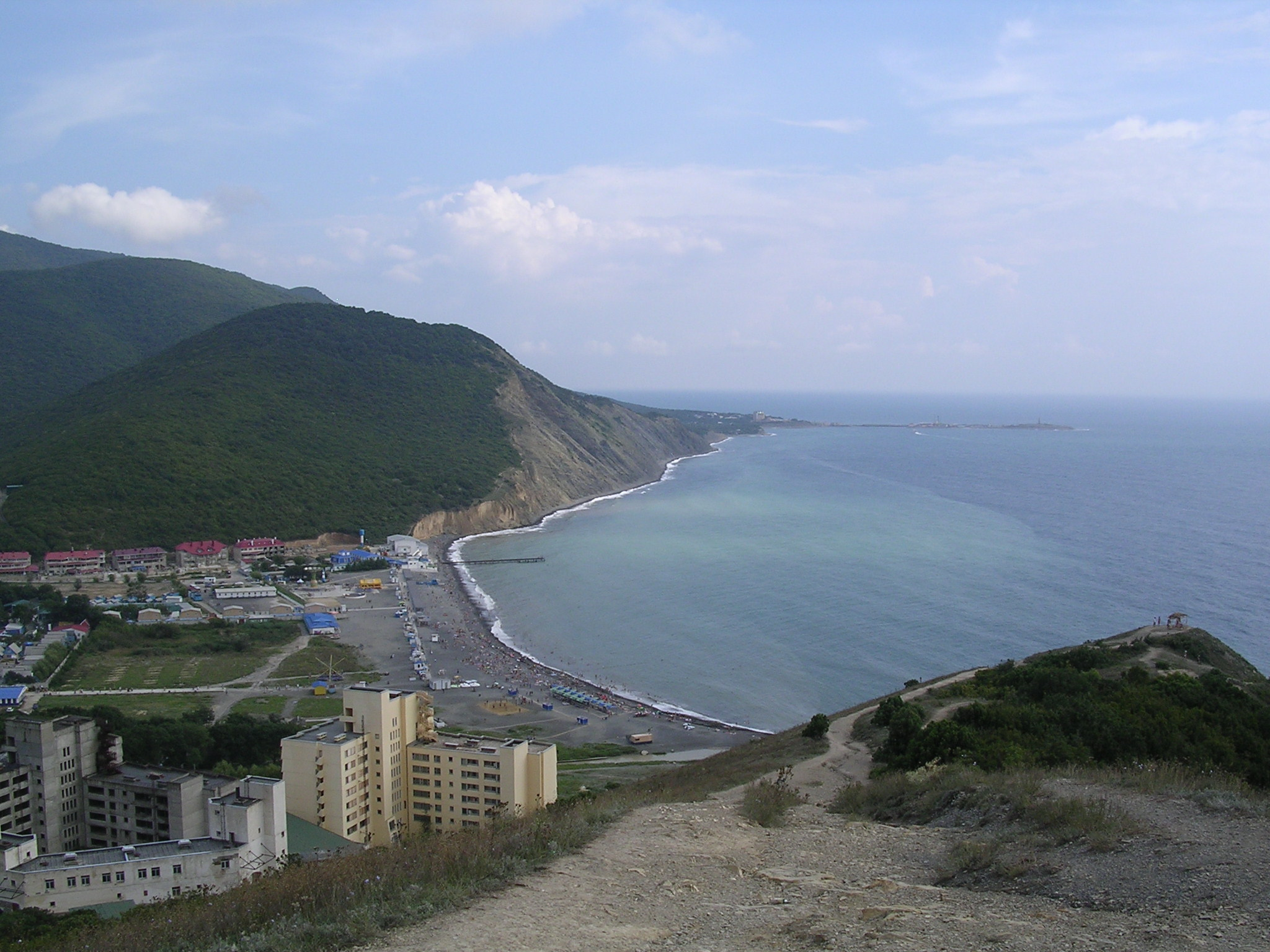
Вид на долину Сукко

Сукко — курортне селище на березі Чорного моря в районі Анапи (Краснодарський край).
Селище розташовано в долині, оточеній горами, за 13 кілометрів на південь від Анапи. Тут починаються Кавказькі гори, але в районі селища вони невисокі, близько 300—400 метрів. Навколишні гори покриті широколистими лісами, що складаються переважно з дубів та буків. У долині Сукко також зустрічаються гаї з сосни та реліктового ялівцю.